# Atlanta Braves
Atlanta Braves är en professionell basebollklubb i Atlanta i Georgia i USA som spelar i National League, en av de två ligorna i Major League Baseball (MLB). Klubbens hemmaarena är Truist Park.

## Historia
Klubben grundades 1871 i Boston i Massachusetts under namnet Boston Red Stockings (inte att förväxla med den nuvarande klubben Boston Red Sox i American League), och spelade då i den nybildade National Association of Professional Base Ball Players (ofta förkortat National Association [NA]), världens första proffsliga i baseboll. NA räknas dock inte som en major league av MLB. Klubben var mycket framgångsrik och vann NA fyra år i rad 1872–1875.
1876, efter att NA lagts ned, gick klubben med i den nybildade National League. Klubbens namn var därefter ofta Boston Red Caps för att särskilja den från Cincinnati Red Stockings (även kallade Cincinnati Reds), som också spelade i National League. I slutet av 1800-talet och början av 1900-talet kallades klubben Boston Beaneaters. 1907–1910 kallades klubben Boston Doves och 1911 Boston Rustlers, men sedan 1912 har klubbens smeknamn varit Braves och klubben kallades Boston Braves fram till dess att den lämnade Boston (undantaget från och med 1936 till och med början av 1941 när klubben gick under namnet Boston Bees efter en omröstning bland fansen). 1953 flyttades klubben till Milwaukee i Wisconsin och bytte namn till Milwaukee Braves och 1966 flyttades klubben igen, nu till Atlanta. Sedan dess har klubben hetat Atlanta Braves.
Klubben vann en World Series-titel vardera i Boston och Milwaukee och har vunnit två i Atlanta. Man vann 14 raka divisionssegrar 1991–2005 (bortsett från strejksäsongen 1994 då säsongen avslutades abrupt utan något slutspel) under tränaren Bobby Cox och med Greg Maddux, Tom Glavine och John Smoltz som de mest tongivande spelarna.
Legendaren Babe Ruth avslutade sin karriär i Boston Braves 1935. Den före detta homerun-kungen i MLB, Hank Aaron, spelade 21 säsonger för klubben 1954–1974.
Klubben har ägts av Ted Turner (därav namnet på den före detta hemmaarenan), som till och med hoppade in som tränare under en match 1977.

## Hemmaarena
Hemmaarena är Truist Park, tidigare kallad SunTrust Park, invigd 2017. Det var i november 2013 som Braves offentliggjorde planerna på att bygga den nya arenan i en förort till Atlanta i Cobb County, cirka två mil nordväst om den dåvarande arenan Turner Field. Arenan beräknades kosta ungefär 672 miljoner dollar att bygga och ha ungefär 41 000 sittplatser. I anslutning till den nya arenan planerades ett område som skulle innehålla affärer, restauranger, bostäder, hotell och kontor och som beräknades kosta ungefär 400 miljoner dollar. Av kostnaderna för arenan skulle myndigheterna i Cobb County stå för ungefär 300 miljoner dollar, medan resten bekostades av Braves. Bygget av arenan inleddes den 16 september 2014 i närvaro av bland andra Hank Aaron och samtidigt meddelade klubben att arenan skulle komma att heta SunTrust Park. Den planerades vara färdig i tid till säsongsinledningen 2017, och den planen höll man. Inför 2020 års säsong byttes namnet på arenan till Truist Park.
Före 2017 spelade klubben på Turner Field, invigd 1996 som olympiastadion under OS i Atlanta. Efter ombyggnation invigdes den som basebollarena 1997. Dessförinnan var Atlanta-Fulton County Stadium Braves hemmaarena 1966–1996.
Under tiden i Milwaukee spelade man i Milwaukee County Stadium. 1915–1952 huserade man i Braves Field i Boston. Dessförinnan spelade man bland annat i Fenway Park och South End Grounds i samma stad.

## Spelartrupp

### Aktiva
| Nr | Land                    | Pos | Namn             |
| -- | ----------------------- | --- | ---------------- |
| 12 | USA                     | P   | Jake Odorizzi    |
| 19 | Dominikanska republiken | P   | Huascar Ynoa     |
| 26 | Kuba                    | P   | Raisel Iglesias  |
| 30 | USA                     | P   | Kyle Wright      |
| 32 | USA                     | P   | Collin McHugh    |
| 33 | USA                     | P   | A.J. Minter      |
| 50 | USA                     | P   | Charlie Morton   |
| 52 | USA                     | P   | Dylan Lee        |
| 53 | USA                     | P   | Jackson Stephens |
| 54 | USA                     | P   | Max Fried        |
| 65 | USA                     | P   | Spencer Strider  |
| 68 | USA                     | P   | Tyler Matzek     |
| 74 | Nederländerna           | P   | Kenley Jansen    |

| Nr | Land                    | Pos | Namn              |
| -- | ----------------------- | --- | ----------------- |
| 16 | USA                     | C   | Travis d'Arnaud   |
| 24 | Venezuela               | C   | William Contreras |
| 60 | Nederländerna           | C   | Chadwick Tromp    |
| 7  | USA                     | INF | Dansby Swanson    |
| 11 | Venezuela               | INF | Orlando Arcia     |
| 27 | USA                     | INF | Austin Riley      |
| 28 | USA                     | INF | Matt Olson        |
| 8  | Puerto Rico             | OF  | Eddie Rosario     |
| 13 | Venezuela               | OF  | Ronald Acuña Jr   |
| 15 | USA                     | OF  | Robbie Grossman   |
| 17 | Venezuela               | OF  | Ehire Adrianza    |
| 20 | Dominikanska republiken | OF  | Marcell Ozuna     |
| 23 | USA                     | OF  | Michael Harris II |

### Skadade
| Nr | Land   | Pos | Namn         |
| -- | ------ | --- | ------------ |
| 40 | Kanada | P   | Mike Soroka  |
| 49 | USA    | P   | Kirby Yates  |
| 56 | USA    | P   | Darren O'Day |
| 77 | USA    | P   | Luke Jackson |

| Nr | Land          | Pos | Namn         |
| -- | ------------- | --- | ------------ |
| 9  | Venezuela     | C   | Manny Piña   |
| 1  | Nederländerna | INF | Ozzie Albies |
| 34 | USA           | INF | Mike Ford    |
| 14 | USA           | OF  | Adam Duvall  |

## Fotogalleri

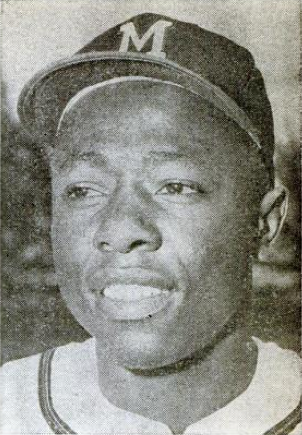
Hank Aaron.
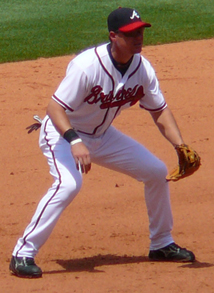
Chipper Jones.
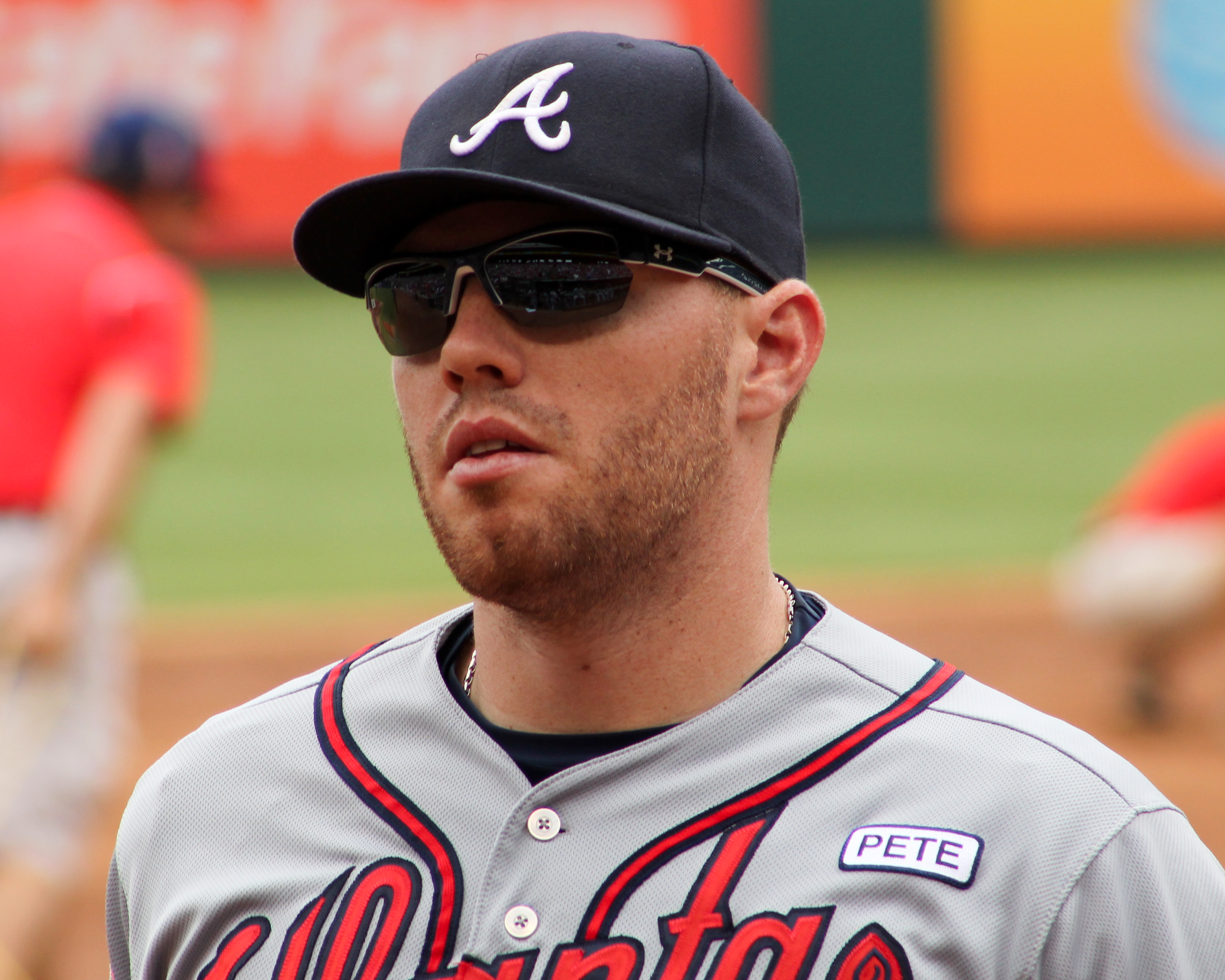
Freddie Freeman.